# Dino Skorup
Dino Skorup (Spalato, 4 ottobre 1999) è un calciatore croato, centrocampista del Sepsi.

## Carriera

### Club
Cresciuto nell'accademia dell'Hajduk Spalato, ha esordito nell'Hajduk Spalato II il 10 ottobre 2017 subentrando al posto di Ante Palaversa nella partita esterna di 2.HNL persa 1-0 contro il Solin. Il 16 dicembre firma il suo primo contratto professionistico che lo lega al club spalatino fino all'estate del 2024.
Il 12 agosto 2020 passa in prestito tra le file del Varaždin. Due giorni dopo fa il suo debutto in 1.HNL subentrando al posto di Marko Stolnik nel match casalingo perso contro il HNK Gorica (1-5). Ritornato a Spalato, il 20 aprile 2021 fa il suo esordio con i Bili partendo da titolare nella trasferta di campionato pareggiata 1-1 contro il Slaven Belupo.
Il 5 luglio 2021 viene ceduto in prestito secco al Hrvatski Dragovoljac neopromosso nella massima divisione croata. Il 18 luglio debutta con i Crni subentrando al posto di Tonio Teklić nella trasferta di campionato persa 3-1 contro l'Istria 1961. Il 17 agosto, solo dopo cinque giornata dall'inizio del campionato, conclude la sua avventura in prestito tra le file della squadra zagabrese. Il 28 gennaio 2022 viene girato nuovamente in prestito, questa volta tra le file del Sebenico. Il giorno seguente fa il suo debutto con i Narančasti proprio in occasione del match di campionato perso 1-3 contro l'Hajduk Spalato. Il 30 giugno seguente rescinde consensualmente il contratto che lo legava alla squadra spalatina.

## Statistiche

### Cronologia presenze e reti in nazionale
| Cronologia completa delle presenze e delle reti in nazionale ― Croazia under 19 | Cronologia completa delle presenze e delle reti in nazionale ― Croazia under 19 | Cronologia completa delle presenze e delle reti in nazionale ― Croazia under 19 | Cronologia completa delle presenze e delle reti in nazionale ― Croazia under 19 | Cronologia completa delle presenze e delle reti in nazionale ― Croazia under 19 | Cronologia completa delle presenze e delle reti in nazionale ― Croazia under 19 | Cronologia completa delle presenze e delle reti in nazionale ― Croazia under 19 | Cronologia completa delle presenze e delle reti in nazionale ― Croazia under 19 |
| Data                                                                            | Città                                                                           | In casa                                                                         | Risultato                                                                       | Ospiti                                                                          | Competizione                                                                    | Reti                                                                            | Note                                                                            |
| ------------------------------------------------------------------------------- | ------------------------------------------------------------------------------- | ------------------------------------------------------------------------------- | ------------------------------------------------------------------------------- | ------------------------------------------------------------------------------- | ------------------------------------------------------------------------------- | ------------------------------------------------------------------------------- | ------------------------------------------------------------------------------- |
| 9-8-2017                                                                        | Zara                                                                            | Croazia under 19                                                                | 0 – 2                                                                           | Italia under 19                                                                 | Amichevole                                                                      | -                                                                               | 46’                                                                             |
| 23-9-2017                                                                       | Doha                                                                            | Giappone under 19                                                               | 2 – 3                                                                           | Croazia under 19                                                                | Amichevole                                                                      | -                                                                               | 46’                                                                             |
| 25-9-2017                                                                       | Doha                                                                            | Australia under 19                                                              | 0 – 2                                                                           | Croazia under 19                                                                | Amichevole                                                                      | -                                                                               | 80’                                                                             |
| 30-9-2017                                                                       | Doha                                                                            | Qatar under 19                                                                  | 1 – 0                                                                           | Croazia under 19                                                                | Amichevole                                                                      | -                                                                               | 75’                                                                             |
| Totale                                                                          |                                                                                 | Presenze                                                                        | 4                                                                               |                                                                                 | Reti                                                                            | 0                                                                               |                                                                                 |